# Morfologia matematica

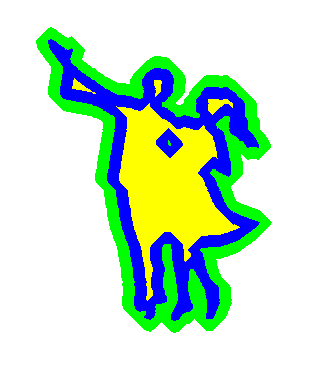
Una figura (in blu), con la sua dilatazione (in verde) e la sua erosione (in giallo).

La morfologia matematica (brevemente MM) è una teoria ed una tecnica per l'analisi delle forme geometriche. Solitamente si applica nell'elaborazione digitale delle immagini (computer grafica), ma anche in grafi, e nella geometria solida.

## Storia
La Morfologia matematica è nata nel 1964 dal lavoro collaborativo di Georges Matheron e Jean Serra, alla École des mines di Parigi, in Francia.
Nel 1968 fu fondato a Fontainebleau, (Francia) da École des mines il centro di morfologia matematica diretto da essi.
I primi anni hanno lavorato sulle immagini binarie trattate come insiemi e generate da un grande numero di operatori e tecniche binarie:
Trasformazione hit-or-miss, espansione (o dilatazione), erosione, apertura, chiusura, granulometria, assottigliamento, scheletrizzazione, bisettore condizionale ed altri.

## Operatori di base
Gli operatori di base sono invarianti alla traslazione e sono: erosione, dilatazione, apertura e chiusura. Nel seguito E indica uno spazio euclideo o una griglia discreta.

### Erosione
L'erosione di un'immagine binaria A eseguita dall'elemento B è definita da:
{\displaystyle A\ominus B=\{z\in E|B_{z}\subseteq A\}},
dove Bz è la traslazione di B grazie al vettore z, ad esempio, {\displaystyle B_{z}=\{b+z|b\in B\}}, {\displaystyle \forall z\in E}. 

### Espansione
La espansione, da alcuni autori chiamata anche dilatazione, di un'immagine binaria A eseguita dall'elemento B è definita da:
{\displaystyle A\oplus B=\bigcup _{b\in B}A_{b}}.
L'espansione è commutativa, ovvero: {\displaystyle A\oplus B=B\oplus A=\bigcup _{a\in A}B_{a}}.
L'espansione può anche essere ottenuta con: {\displaystyle A\oplus B=\{z\in E|(B^{s})_{z}\cap A\neq \varnothing \}},
dove Bs  è la rotazione simmetrica di B, ovvero {\displaystyle B^{s}=\{x\in E|-x\in B\}}.